# 朋兴乡
朋兴乡，是中华人民共和国湖北省孝感市孝南区下辖的一个乡镇级行政单位。

## 行政区划
朋兴乡下辖以下地区：
朋兴村、长凤村、华光村、五红村、建光村、娄港村、和一村、和二村、保光村、北保村、晏砦村、星光村、七份村、胜光村、淮河村、旭光村、叶庙村、李塆村、新集村、群益村、顺河村、田河村、沈新村、周港村和挂口村。